# 马尔科·罗马诺 (赛艇运动员)
马尔科·罗马诺（義大利語：Marco Romano，1963年10月14日—），意大利男子赛艇运动员。他曾代表意大利参加世界赛艇锦标赛，获得一枚金牌和一枚银牌。他也曾参加1984年夏季奥林匹克运动会。